# 箱庭ヘブン
『箱庭ヘブン』（はこにわヘブン）は、羽柴麻央による日本の漫画作品。『BE・LOVE』（講談社）にて、2011年16号より、3か月に1度ほどのペースで連載されていた。2013年頃を最後に長らく掲載されていなかったが、2019年3月号に久々に掲載された。
読み切り「アンダースタンダード」を経て連載化された。「アンダースタンダード」というタイトルは、アンダースタンド（understand、理解する・知る）とスタンダード（standard、標準）を掛け合わせた造語である。単行本にすることを考慮した際にタイトルが長すぎるとの指摘を担当編集者から受け、現在の「箱庭ヘブン」というタイトルになった。

## あらすじ
様々な事情を抱えた他人同士が共同で暮らしている一軒家・浅利邸を舞台に、住人たちの絆や過去が描かれていく。

## 登場人物

### 浅利邸
浅利（あさり）
屋敷の主。男性。仕事で海外へ行くこともある。謎多き人物。
森 憩（もり いこい）
デザイン会社に勤務している女性。浅利の知人の娘。庭師の熊野に恋をする。
ローズ
食事作りを担当する男性。浅利の友人。勤め先の影響でオネエ言葉を話し、高校時代には同性のクラスメイトのことが好きだったこともあるが、結婚歴がある。本名は魚谷岩之輔（うおたに いわのすけ）で、元妻や浅利からは「がんちゃん」と呼ばれる。
丘太郎（きゅうたろう）
浅利邸で飼われている犬。
小針 典（こばり てん） / 小針 万瑠（こばり まる）
浅利邸で暮らす幼い兄妹。

### その他
猿橋（さるはし）
母の介護の疲れから逃げ出してしまい、飲み屋で泥酔し帰るところがないと言ったのを見かねた浅利に連れられて浅利邸へ。住人らと楽しく過ごしていたが、浅利の部屋から500万円を無断で持ち出し姿を消す。金は母の介護費用に充てるなど、一部を使ってしまったが、母の死去に伴う諸々の手続きと散骨を終えた後、浅利邸へ戻り金を返すことを誓う。「サルちゃん」と呼ばれる。
開（ひらく）
浅利邸の近所の高校生。開（かい）くんと呼ばれる。
熊野 大和（くまの やまと）
憩が想いを寄せる、はしば造園の庭師。5歳の娘・小梅を育てるシングルファザー。
日野原 七子（ひのはら ななこ）
ローズの元妻。イラストレーター。ずっと好きだった幼なじみと友人の結婚式で岩之輔と出会い結婚した。イラストレーターとしては鳴かず飛ばずだったが、結婚後に仕事が順調になり、多忙からすれ違いになり、岩之輔からの申し出で離婚した。離婚後に息子・結を産み、1人で育て、結が7歳の時に岩之輔と再会する。現在も交流は続いており、浅利邸に「Nanako's garden」という花壇を作っている。

## 書誌情報
- 羽柴麻央 『箱庭ヘブン』 講談社〈BE・LOVE KC〉 既刊2巻（2014年1月現在）
  1. 2013年1月11日発売[6]、ISBN 978-4-06-380368-6
  2. 2013年12月13日発売、ISBN 978-4-06-380412-6